# 서울 청룡사 가사도
서울 청룡사 가사도(서울 靑龍寺 袈裟圖)는 서울특별시 종로구 청룡사에 있는 대한제국시대의 불화이다. 2005년 12월 29일 서울특별시의 유형문화재 제205호로 지정되었다.

## 개요
청룡사 가사도는 1902년에 조성된 가사탱(袈裟幀)으로 수가사(繡袈裟) 형태를 그림으로 그린 것이다. 화면은 붉은 바탕 위에 세로로 27칸의 복전문(福田文)을 그리고, 좌우 2칸을 제외한 25칸에는 각 칸마다 위부터 4줄까지는 불(佛), 보살상, 그 다음 2줄은 호화로운 책갑(冊匣)에 들어있는 각종 불경, 맨 아랫줄에는 비구상(比丘像)을 그려 넣어 불상 50구, 보살 50구, 비구상 25구 등 총 125구에 달하는 많은 존상을 묘사하였다.
이러한 가사탱은 조선 말기 왕실에서 유행하던 장식화인 책거리병풍 형식을 따른 것으로 현재 유례가 매우 드믄데, 붉은 가사의 각 조선(條線) 가장자리를 따라 마치 바느질을 한 것처럼 세밀하게 바느질 자국을 표현한 점 등 가사의 형태를 사실적으로 묘사한 점이 돋보인다.
1902년에 조성된 가사탱(袈裟幀)으로 원래는 양주 수락산 학림암(鶴林庵)에 봉안되었다가 청룡사로 이관, 봉안되어 있다. 고종황제와 순종황제 내외 및 영친왕과 엄비 등 황실의 안녕과 성수만세를 기원하며 양주 수락산 학림암에 봉안되었다고한 것으로 보아 황실의 발원에 의해 조성된 불화로 추정되며, 한봉(漢峰) 응작(應作)를 비롯하여 명응 윤감(明應 允鑑), 계사 봉법(啓思 奉法), 보산 복주(寳山 福住), 금운 정기 (錦雲 正基), 예운 상규(禮雲 尙奎), 재겸(在謙) 등으로 서울,경기 지역의 대표적인 화승들이 대거 참여한 작품이다. 조선왕실에서 유행하던 가사도의 대표적인 작품으로 호암미술관 소장 가사도 및 선암사 가사도를 제외하고는 유례가 드물다.

## 참고 문헌
- 청룡사 가사도 - 국가유산청 국가유산포털